# 조디 테일러
조디 리 테일러(영어: Jodie Lee Taylor, 1986년 5월 17일 ~ )는 잉글랜드의 은퇴한 여자 축구 선수이다. 선수 시절 포지션은 공격수였다.

## 클럽 경력
2002년 2월에 트랜미어 로버스에 입단하면서 데뷔했으며 트랜미어 소속으로 활동하던 동안에는 38경기에 출전하여 29골을 기록했다. 2004년에 트랜미어 로버스가 하위 리그로 강등된 이후에 4년 동안에 걸쳐 미국 유학 생활을 했고 오리건 주립 대학교 산하 오리건 스테이트 비버스 여자 축구단에서 활동했다.
2006년부터 2009년까지 미국, 캐나다 USL W리그에 소속되어 있던 여자 축구 클럽인 보스턴 레니게이즈, 오타와 퓨리 위민, 팰리 블루스에서 활동했고 2010년에는 오스트레일리아 W리그 소속 여자 축구 클럽인 멜버른 빅토리로 이적했다.
2011년에는 버밍엄 시티에 입단하면서 잉글랜드 무대에 복귀했지만 얼마 지나지 않아서 링컨 레이디스(현재의 노츠 카운티 레이디스)로 임대되었다. 잉글랜드 여자 축구 시즌이 종료된 이후에는 오스트레일리아의 멜버른 빅토리에서 활동했고 2012년에 버밍엄 시티로 복귀했다. 2011-12 시즌 FA 여자컵에서는 버밍엄 시티의 우승을 견인했다.
2013년 1월에는 스웨덴 다말스벤스칸 소속 여자 축구 클럽인 코파르베리/예테보리 FC로 임대되어 10경기에 출전하여 10골을 기록했지만 2013년 여름에 개인적인 사유로 버밍엄 시티로 복귀했다. 2013-14 시즌에서는 오스트레일리아 W리그 소속 여자 축구 클럽인 시드니 FC로 이적했고 정규 시즌 11경기에서 10골을 기록하면서 최다 득점자에 오르는 영예를 안았다.
2013년 12월에는 미국 내셔널 위민스 사커 리그 소속 여자 축구 클럽인 워싱턴 스피릿으로 이적했고 2015년 1월에는 포틀랜드 손스로 이적했다. 2015년 10월에는 오스트레일리아 W리그 소속 여자 축구 클럽인 캔버라 유나이티드로 임대되었지만 무릎 부상으로 인해 기용되지 않았다.>
2016년 3월에는 아스널로 이적하면서 잉글랜드 무대에 복귀했고 2017년 11월에는 오스트레일리아 W리그 소속 여자 축구 클럽인 멜버른 시티로 이적했다. 2018년에는 미국 내셔널 위민스 사커 리그 소속 여자 축구 클럽인 시애틀 레인 FC와의 계약을 체결했다.

## 국가대표 경력
조디 테일러는 2014년 1월에 스페인 무르시아 지방에서의 전지 훈련에 참가하기 위하여 소집된 잉글랜드 여자 축구 국가대표팀 선수 30명에 관한 명단에 등록되었지만 클럽 경기 일정에 집중하기 위해 불참했고 이지 크리스천슨이 조디 테일러를 대신하여 참가했다. 2014년 8월 3일에 열린 스웨덴과의 친선 경기에 처음 출전하면서 잉글랜드 여자 축구 국가대표팀 선수로 데뷔했는데 잉글랜드는 해당 경기에서 스웨덴에 4-0 승리를 기록했다.
조디 테일러는 2015년 3월 6일에 열린 오스트레일리아와의 경기에서 자신의 국가대표팀 첫 해트트릭을 기록하면서 잉글랜드의 3-0 승리를 견인했다. 캐나다에서 개최된 2015년 FIFA 여자 월드컵에서는 캐나다와의 8강전 경기에서 선제골을 기록했는데 잉글랜드는 캐나다에 2-1 승리를 기록하면서 준결승전에 진출했다. 잉글랜드는 2015년 FIFA 여자 월드컵에서 3위를 차지했다.
조디 테일러는 네덜란드에서 개최된 UEFA 여자 유로 2017에 참가했다. 특히 스코틀랜드와의 조별 예선 경기에서는 해트트릭을 기록하면서 잉글랜드의 6-0 승리를 견인했는데 이 기록은 잉글랜드의 여자 축구 선수로는 최초로 메이저 대회 본선에서 기록한 해트트릭이기도 하다. 스페인과의 조별 예선 경기(잉글랜드는 스페인에 2-0 승리를 기록함)에서 1골, 프랑스와의 8강전 경기(잉글랜드는 프랑스에 1-0 승리를 기록함)에서 1골을 기록하면서 잉글랜드의 준결승전 진출에 기여했다. 조디 테일러는 UEFA 여자 유로 2017에서 5골을 기록했고 해당 대회의 골든 부츠를 수상하는 영예를 안았다.
조디 테일러는 프랑스에서 개최된 2019년 FIFA 여자 월드컵에 참가했으며 아르헨티나와의 조별 예선 경기에서 결승골을 기록하면서 잉글랜드의 1-0 승리에 기여했다.

## 사생활
조디 테일러는 뉴질랜드의 여자 축구 선수인 에마 키트(Emma Kete)와 결혼했다.

## 수상

### 국가대표
- 2015년 FIFA 여자 월드컵 3위
- 2019년 시빌리브스컵 우승

### 개인
- UEFA 여자 유로 2017 골든 부트 수상
- 2017년 잉글랜드 축구 협회 선정 올해의 여자 축구 선수 수상